# Aristide Briand
Aristide Briand (Nantes, 1862. március 28. – Párizs, 1932. március 7.) francia politikus, a Harmadik Köztársaság 41., 45., 50., 56., 61. és 64. miniszterelnöke. Hat ciklus alatt tizenegy kormányt alakított. Miniszterelnöksége alatt, 1921. június 7-én hagyta jóvá a francia parlament a trianoni békeszerződést, amelyet Briand ellenérzései ellenére maga is megszavazott. 1926-ban a nemzetközi együttműködés, a Népszövetség és a világbéke érdekében tett erőfeszítéseire való tekintettel Gustav Stresemann német politikussal közösen elnyerte a Nobel-békedíjat.

## Élete
Aristide Briand 1862. március 28-án született Nantes-ban. Jogi tanulmányai során közel került a politikai baloldalhoz és számos publikációja jelent meg a Le Peuple, a La Lanterne és a La Petite République újságokban. 1904-ben csatlakozott Jean Jaurès-hez a L’Humanité megalapításának céljából. 1894-ben, a szakszervezeti tagok megosztottsága ellenére sikeresen elérte, hogy politikai taktikájuk része legyen az általános sztrájk. Három sikertelen kísérlet után (1889, 1893 és 1898) képviselővé választották és 1901-ben a szocialista párt főtitkára lett. 1902-ben Loire megyei képviselővé választották és haláláig a képviselőház tagja maradt.
Első jelentősebb sikerét 1905-ben érte el, amikor részt vett abban a bizottságban, amely előkészítette azt a törvényt, ami szétválasztotta az állam és az egyház hatáskörét. Sikerült kieszközölnie, hogy a reform minimális változtatásokkal lépjen életbe. Ennek hatására 1906 márciusában közoktatási és kulturális miniszterré nevezték ki. A pozíció elfogadása a polgári kormányban azonban törést okozott a Jaurès-szel és a szocialistákkal való kapcsolatában. Jaurès-szel ellentétben Briand úgy vélte, hogy a szocialistáknak együtt kell működnie a radikálisokkal a reformokat illetően. Ezt követően Georges Clemenceau első kormányában ismét közoktatási miniszter lett (1906–tól 1909-ig), majd 1909 júliusától 1910 novemberéig a miniszterelnöki pozíciót töltötte be. Ezzel egy időben a belügyminiszteri beosztást is. A miniszterelnöki tisztséget még két alkalommal látta el, mielőtt 1913 márciusában az arányos képviseletet illető terve megbukott a szenátusban.
1915 októberében, René Viviani kormányának bukása után ismét miniszterelnökké választották. Emellett a külügyminiszteri pozíciót is ő töltötte be. 1916 decemberében megalakította a hatodik kormányát, de képtelen volt a háborús erőfeszítések követelményeinek megfelelni. 1917 márciusában a sikertelen balkáni hadjárat miatt lemondásra kényszerült. A következő három évben gyakorlatilag visszavonult a közszerepléstől, azonban a Népszövetség létrehozásának és a kollektív biztonság elvének a szószólója maradt. 1921 januárjában újra miniszterelnök lett. 1921. június 7-én a francia parlament alsóháza – az 1920. június 4-én a magyar fél által kényszerűen aláírt – trianoni békeszerződés elfogadása (ratifikálása) mellett döntött (478 támogató szavazattal 74 ellenében). A döntő többség ellenére még a támogató szavazók közül is sokan kritikusan hangot ütöttek meg. Ezek közé tartozott Briand miniszterelnök is, aki az európai megbékélés és együttműködés elkötelezett híve volt.
Erről a következőket nyilatkozta:
 Ki vonná kétségbe, hogy a magyar határ megállapítása némileg önkényesen történt? Elég ránézni egy térképre, végigkövetni ezt a határvonalat, amely egyébként egyáltalán nem végleges, hogy azonnal lássuk, hogy egyáltalán nem az igazságot szolgálja. Itt relatív megoldásokkal állunk szemben. Azt kell eldönteni, hogy eléggé a méltányosságon alapulnak-e ahhoz, hogy megelégedjünk velük. (Aristide Briand a trianoni békeszerződésről)

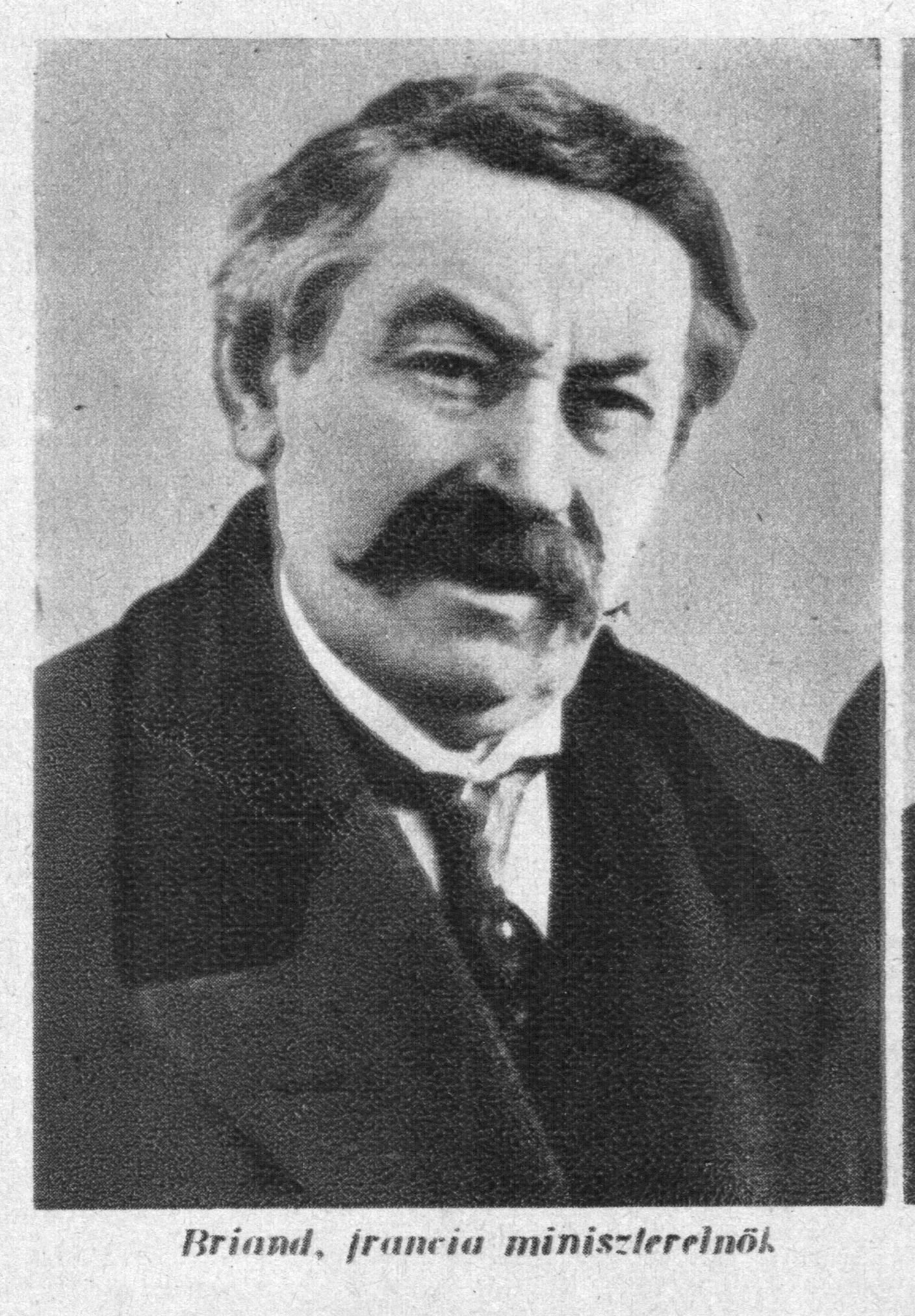
Aristide Briand

Tévesen úgy vélte, hogy a „határhibákat” a jövőben majd korrigálni fogja az utódállamok szoros gazdasági együttműködése. Július 11-én a francia szenátus ugyancsak jóváhagyta a trianoni békeszerződés elfogadását. 1922. január 12-én Briand a külpolitikai sikertelensége miatt újra lemondott. 1925 áprilisában, Paul Painlevé miniszterelnöksége alatt ismét kinevezték külügyminiszternek és ezt a pozíciót 14 egymást követő kormány alatt sikerült megtartania. Ebből négy alkalommal (háromszor 1925 és 26 között és 1929-ben) ő maga volt a miniszterelnök. 1925-ben sikerült megkötnie a locarnói egyezményt, amelyben a német Gustav Stresemann és a brit Austen Chamberlain próbálta a Németország és a korábbi ellenfelei közötti kapcsolatot rendezni. 1928. augusztus 27-én létrehozta a Kellogg–Briand-paktumot, amelyben a háborút, mint a nemzeti politika eszközét törvényen kívül helyezték. Az egyezményhez 60 nemzet csatlakozott. 1930 decemberében nyilvánosan felszólalt az egyesült Európa létrehozásának érdekében. 1932 januárjában, egy sikertelen elnökválasztási kampány után visszavonult. 1932. március 7-én hunyt el Párizsban.
Emlékét az azonos nevű párizsi metróállomás őrzi.

## Miniszterelnökségei
| Hivatali idő              | Előd               | Utód             |
| ------------------------- | ------------------ | ---------------- |
| 1909.07.24. – 1911.03.02. | Georges Clemenceau | Ernest Monis     |
| 1913.01.21. – 1913.03.22. | Raymond Poincaré   | Louis Barthou    |
| 1915.10.29. – 1917.03.20. | René Viviani       | Alexandre Ribot  |
| 1921.01.16. – 1922.01.15. | Georges Leygues    | Raymond Poincaré |
| 1925.11.28. – 1926.07.19. | Paul Painlevé      | Édouard Herriot  |
| 1929.07.29. – 1929.11.03. | Raymond Poincaré   | André Tardieu    |

## Kapcsolódó szócikk
- Franciaország miniszterelnökeinek listája